# Côte-de-Sable (Ottawa)
Côte-de-Sable (en anglais : Sandy Hill) est un quartier d'Ottawa, en Ontario.

## Toponymie
Le secteur tire son nom d'une colline aux environs de la rue Rideau, et de son sol sableux à faible portance, défavorable aux grands bâtiments.

## Géographie

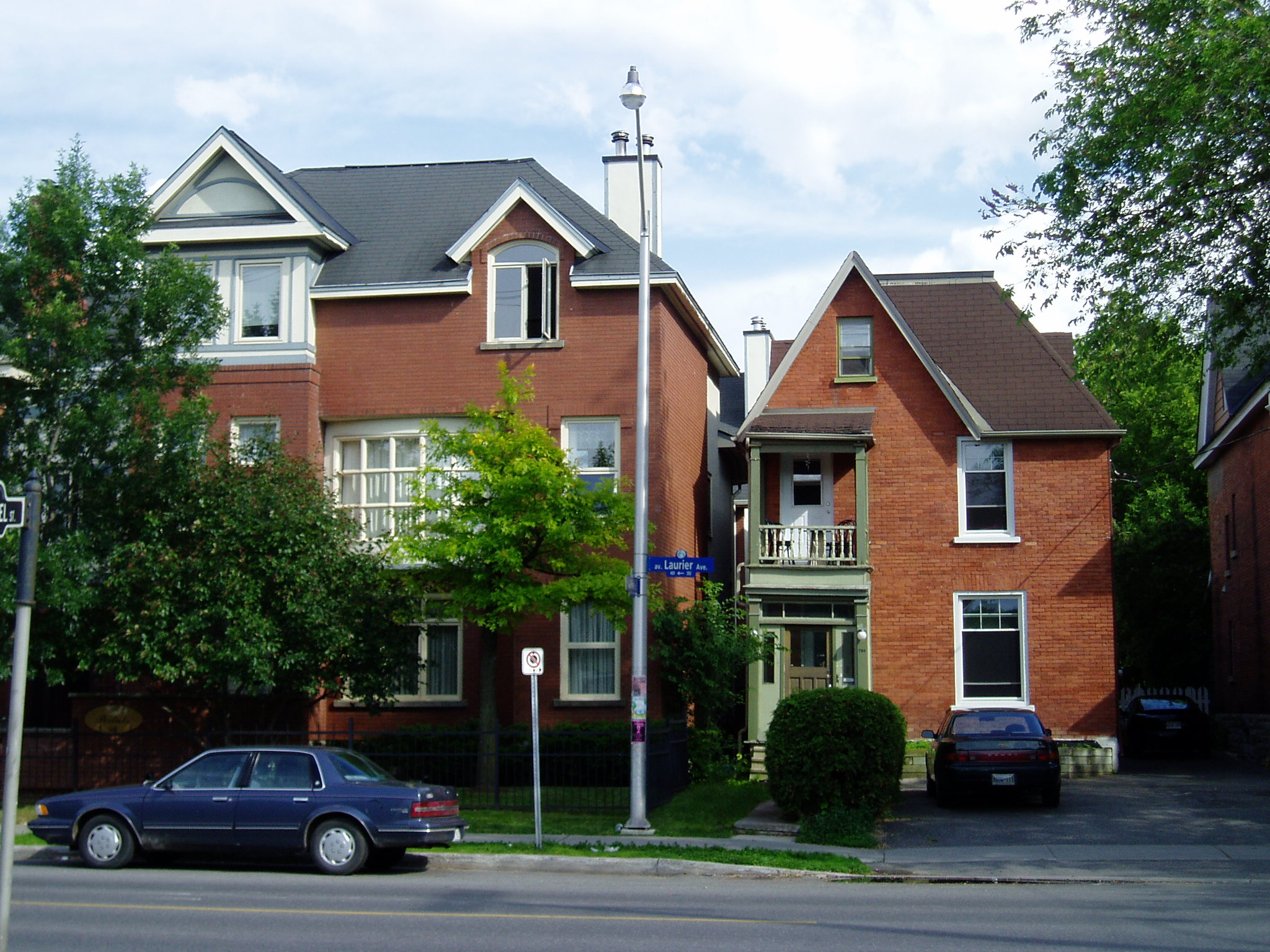
Une paire de maisons sur l'avenue Laurier Est.

Côte-de-Sable est érigé sur un coteau situé immédiatement au sud du Marché By. Localisé à l’est du centre-ville, le quartier est borné à l'ouest par le canal Rideau, à l'est par la rivière Rideau, au nord par la rue Rideau et le quartier marché By et au sud, par l'autoroute 417. Le quartier comprend le campus de l'Université d'Ottawa, de même que de nombreuses ambassades.
Le choix d'Ottawa comme capitale et l'érection de l'édifice du parlement a infléchi l'architecture du quartier vers le style néogothique.
L'ouest du quartier est desservi par les stations Rideau, uOttawa et Lees de l'O-Train.

## Histoire
Originellement un coteau boisé, Côte-de-Sable est déforesté dans l'espace de 30 ans au milieu du XIXe siècle. La colline stérile et désolée est peuplée dès 1865 de plusieurs centaines de cols blancs, attirés par l'établissement du Parlement du Canada à Ottawa, tandis que la ville, tournant autour de l'industrie du bois, était surtout peuplée de marchands dans la Haute-Ville et d'ouvriers dans la Basse-Ville,.
Le domaine de Louis-Théodore Besserer et John By est loti. On y planifie une grille de rues orthogonale d'inspiration georgienne, en dépit de la topographie accidentée. Les rues au nord de l'avenue Laurier, larges de 66 pieds (20 mètres) sont alignées avec la trame de la Basse-Ville, alors qu'au sud, les rues sont plus étroites, engendrant un nombre plus élevé de terrains d'une plus grande profondeur.
En plus de résidents fortunés, de nombreuses institutions viennent s'établir dans le nouveau quartier : le collège de Bytown (qui deviendra l'université d'Ottawa), de nombreux hôpitaux, des œuvres de charité, des églises,, un palais de justice, une prison et un bureau d'enregistrement.

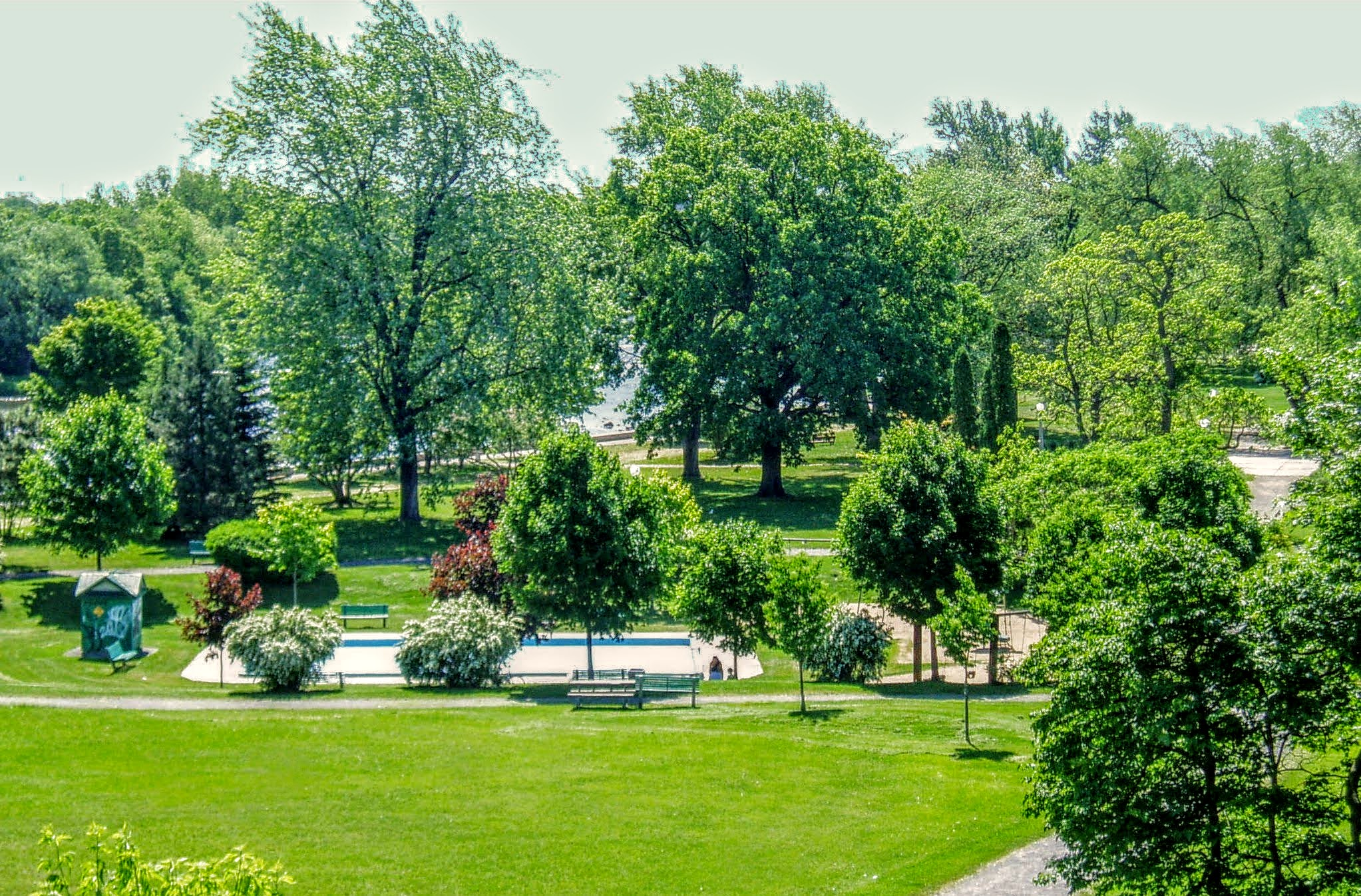
Parc Strathcona

Le quartier se transforme au XXe siècle, surtout à l'ouest, alors que l’université d'Ottawa prend de l'expansion et que la rue Nicolas est transformée en rocade. Les grandes maisons construites par l'élite et les barons du bois d'œuvre sont aujourd'hui des lieux prisés des ambassades et de nombreux pays sont représentés dans les environs, voisinant des résidences pour étudiants et des maisons de chambre.